# Shuangluan
Shuangluan är ett stadsdistrikt i Chengde i Hebei-provinsen i norra Kina.